# Jihomoravský krajský přebor 1960/1961
V soubojích 1. ročníku Jihomoravského krajského přeboru 1960/1961 (jedna ze skupin 3. fotbalové ligy) se utkalo 14 týmů každý s každým dvoukolovým systémem podzim–jaro. Tento ročník začal v srpnu 1960 a skončil v červnu 1961.

## Nové týmy v sezoně 1960/1961
- Ze II. ligy – sk. B 1959/1960 nesestoupilo do Jihomoravského krajského přeboru žádné mužstvo.
- Z Oblastní soutěže – sk. D 1959/1960 (3. nejvyšší soutěž) přešlo 9 mužstev: TJ Gottwaldov Letná („B“), TJ Spartak Hradišťan Uherské Hradiště, TJ Jiskra Napajedla, TJ Spartak TOS Kuřim, TJ Spartak Adamov, TJ Jiskra OP Prostějov, TJ Spartak Metra Blansko, TJ Spartak Třebíč a TJ Tatran UP Rousínov.
- Z I. A třídy Brněnského kraje 1959/1960 postoupila mužstva TJ Spartak Husovice (vítěz),[1] TJ Spartak Líšeň (2. místo)[1] a TJ ZKL Brno (3. místo),[1] z I. A třídy Jihlavského kraje 1959/1960 postoupilo mužstvo TJ Spartak Jihlava.[2]

## Konečná tabulka
Zdroj: 
| Poř. | Tým                                   | Z  | V  | R | P  | VG | OG | B  |
| ---- | ------------------------------------- | -- | -- | - | -- | -- | -- | -- |
| 1.   | TJ Spartak Hradišťan Uherské Hradiště | 26 | 17 | 6 | 3  | 68 | 26 | 40 |
| 2.   | TJ Rudá hvězda Jihlava                | 26 | 18 | 2 | 6  | 78 | 30 | 38 |
| 3.   | TJ Jiskra Napajedla                   | 26 | 13 | 5 | 8  | 60 | 38 | 31 |
| 4.   | TJ Spartak TOS Kuřim                  | 26 | 12 | 7 | 7  | 48 | 31 | 31 |
| 5.   | TJ Gottwaldov Letná („B“)             | 26 | 12 | 6 | 8  | 62 | 47 | 30 |
| 6.   | TJ Spartak Líšeň (N)                  | 26 | 11 | 7 | 8  | 47 | 31 | 29 |
| 7.   | TJ Spartak Jihlava (N)                | 26 | 11 | 6 | 9  | 38 | 29 | 28 |
| 8.   | TJ Spartak Adamov                     | 26 | 11 | 2 | 13 | 42 | 54 | 24 |
| 9.   | TJ Jiskra OP Prostějov                | 26 | 8  | 7 | 11 | 31 | 53 | 23 |
| 10.  | TJ Spartak Metra Blansko              | 26 | 10 | 3 | 13 | 36 | 52 | 23 |
| 11.  | TJ ZKL Brno (N)                       | 26 | 8  | 5 | 13 | 40 | 46 | 21 |
| 12.  | TJ Spartak Třebíč                     | 26 | 9  | 2 | 15 | 39 | 63 | 20 |
| 13.  | TJ Spartak Husovice (N)               | 26 | 3  | 7 | 16 | 39 | 81 | 13 |
| 14.  | TJ Tatran UP Rousínov                 | 26 | 4  | 5 | 17 | 27 | 75 | 13 |

Poznámky:
- Z = Odehrané zápasy; V = Vítězství; R = Remízy; P = Prohry; VG = Vstřelené góly; OG = Obdržené góly; B = Body; (S) = Mužstvo sestoupivší z vyšší soutěže; (N) = Mužstvo postoupivší z nižší soutěže (nováček)

|  | Postup do II. ligy – sk. B 1961/1962                     |
|  | Sestup do skupin I. třídy Jihomoravského kraje 1961/1962 |